# Innerste
L'Innerste és un riu de 95 km de llargària que discorre per la Baixa Saxònia a Alemanya. La seva conca comprèn 1264 km². No és navegable. Neix a un lloc dit Innerstesprung a Clausthal-Zellerfeld a la serralada Harz al nord d'Alemanya a 615 m d'altitud.

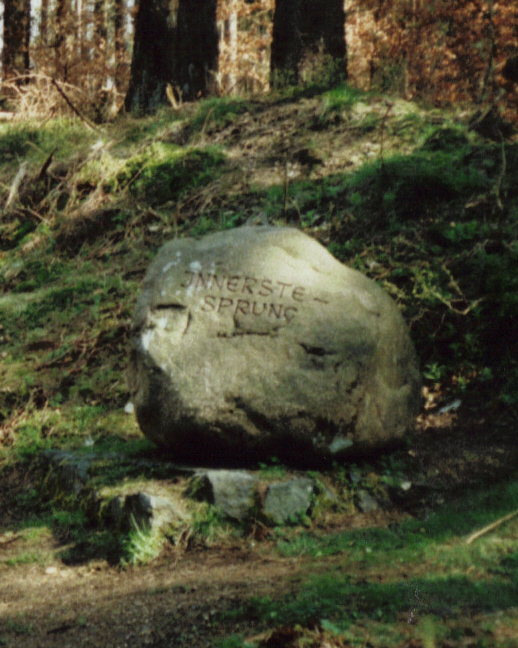
El naixement del riu Innerste es troba a un lloc que s'anomena Innerstesprung.

La serralada Harz és una zona densament boscosa amb molta neu a l'hivern. La font està situat a 4 km al sud-est de la petita ciutat de Clausthal-Zellerfeld. Primer, el riu es dirigeix com un petit rierol cap a l'oest. El Entensumpf és el primer d'un sistema de llacs pels que transcorra després. El primer poblet pel qual passa és Buntenbock (550 m). Continua el seu curs per la serralada i es dirigeix cap al nord. Petites ciutats al llarg del riu a la serralada Harz són Wildemann (390 m) on recull les aigües del rierol de Spiegelbach, i Lautenthal (300 m) on recull les aigües del rierol de Laute. Prop de Lautenthal passa per la presa Innerstetalsperre que fou construïda entre 1963 i 1966. Les inundacions que provoca el riu durant el desglaç són ara menors gràcies a la construcció d'aquesta presa. Alguns quilòmetres després, prop de la ciutat de Langelsheim (204 m), es troba la vora de la serralada Harz. Aquí l'Innerste recull les aigües de l'afluent Grane (de 12 km de llargada).
A partir d'aquí es dirigeix cap al nord-oest passant per un terreny accidentat i poc poblat i recull les aigües d'altres afluents: el Nette (43 km de llargada), el Lamme (21 km de llargada), el Neile, el Bruchgraben, el Beuster (12 km de llargada) i de molts petits rierols. Al sud de la ciutat de Hildesheim, passa pel davant del Castell de Marienburg.
La ciutat més important per la qual passa és Hildesheim, a una altitud de 90 m. El riu recull les aigües del petit riu Kupferstrang al nord de Hildesheim prop del Castell de Steuerwald i entra a una plana baixa que s'anomena Norddeutsche Tiefebene en alemany. Continua el seu curs al nord-oest i discorre per la petita ciutat de Sarstedt (66 m) a 15 km al nord de Hildesheim a la plana baixa.
Aproximadament a 18 km al nord de Hildesheim, desemboca al Leine, del qual és el tributari més important. La desembocadura es troba a una altitud de 65 m prop del poble de Ruthe.

## Etimologia
El seu nom és d'origen indogermànic: prové de la paraula "indistra" que significa "impetuós". Noms antics del riu: Indrista (1013), Entrista (1065), Indistria (1313), Inderste (1567).

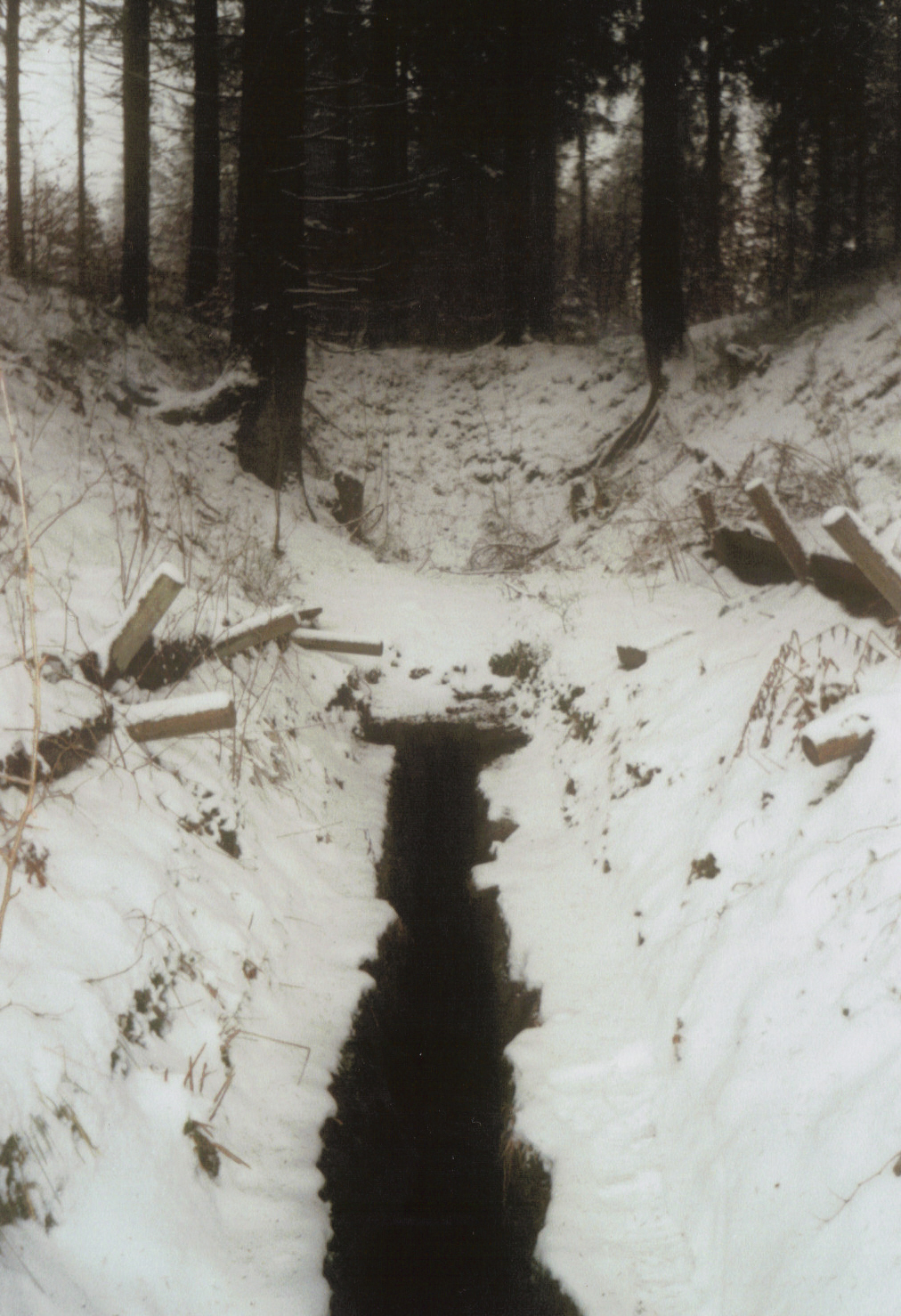
El naixement de l'Innerste a la serralada Harz a l'hivern.
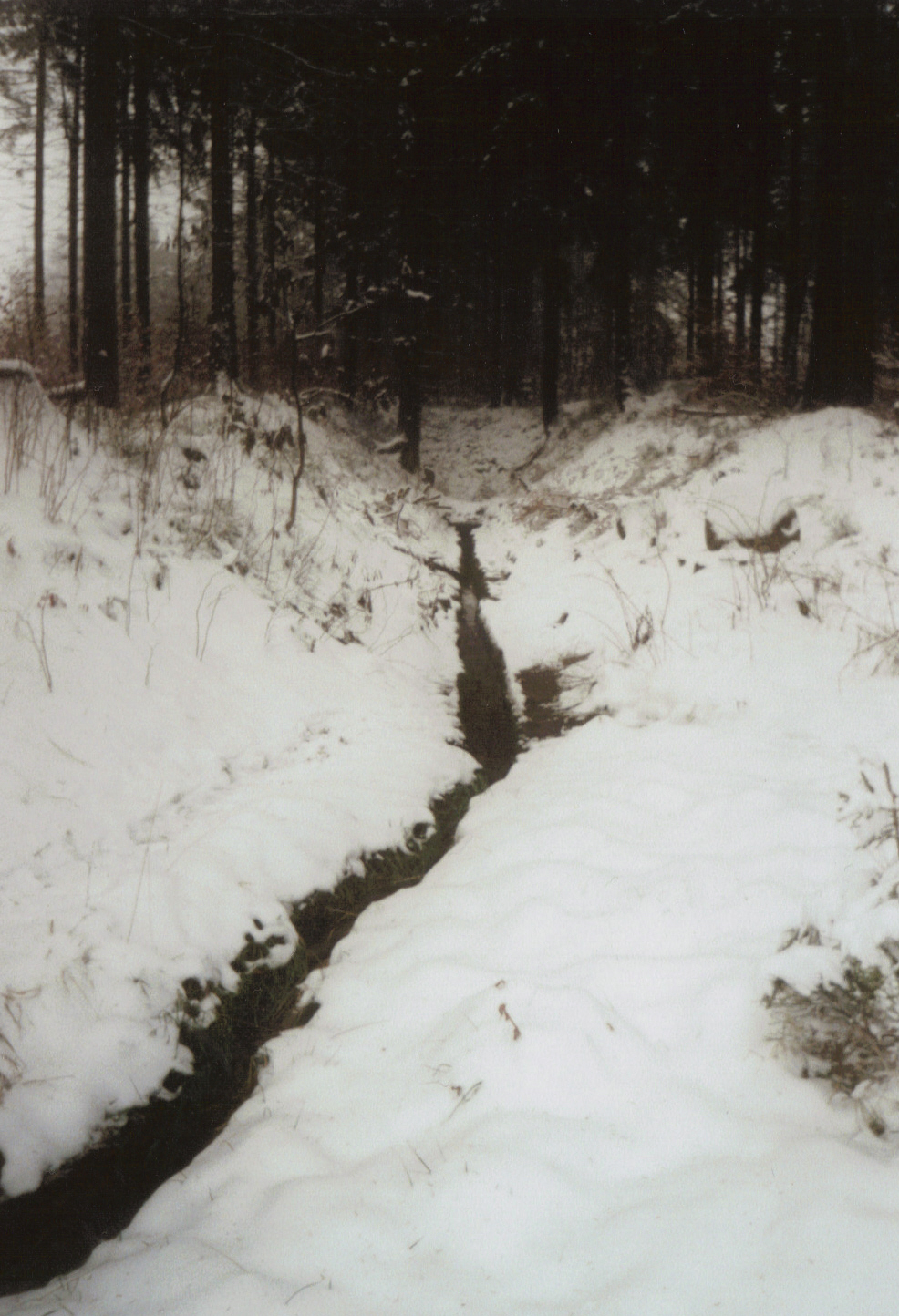
El naixement de l'Innerste a la serralada Harz a l'hivern.
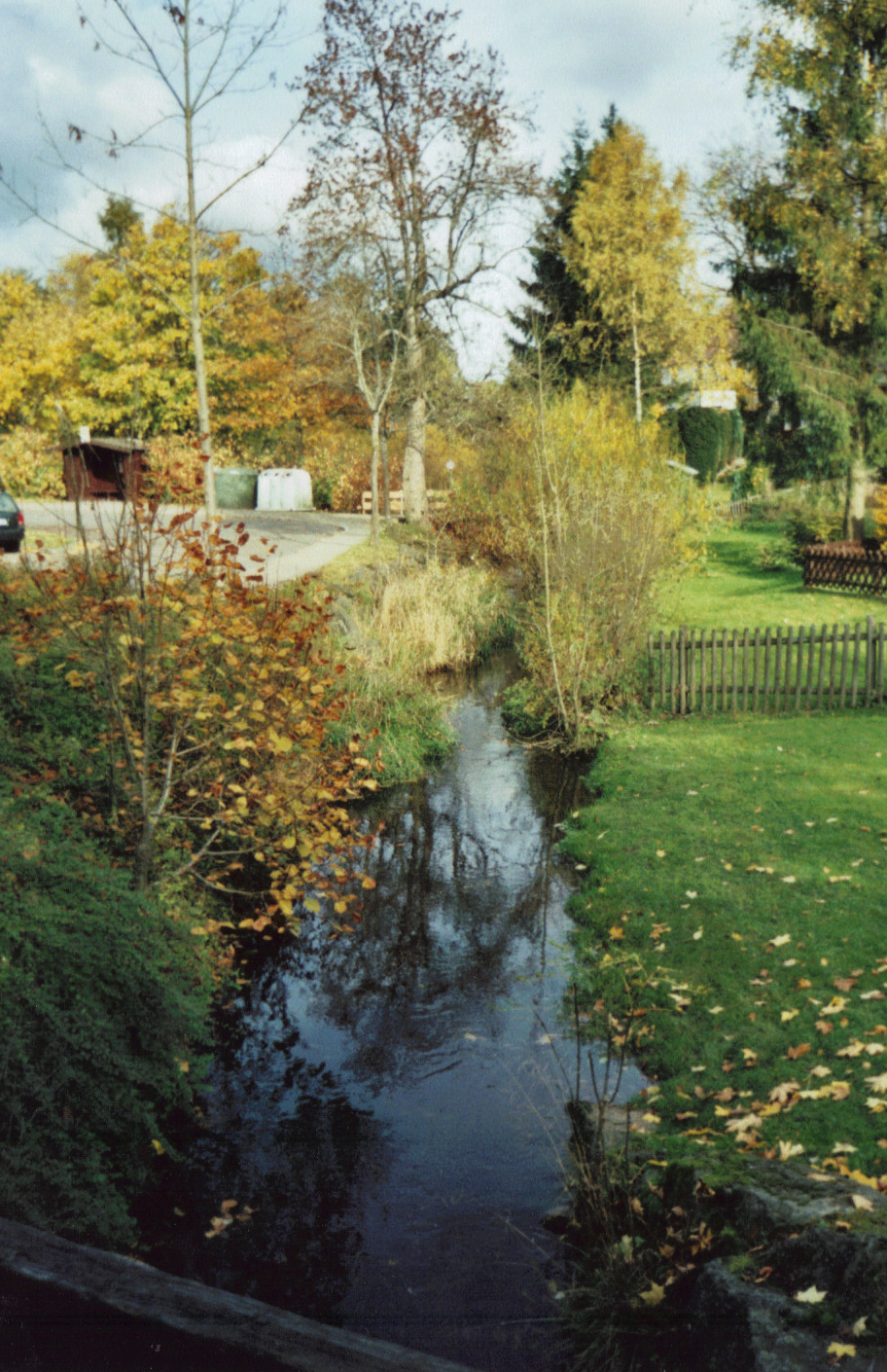
L'Innerste al poblet de Buntenbock.
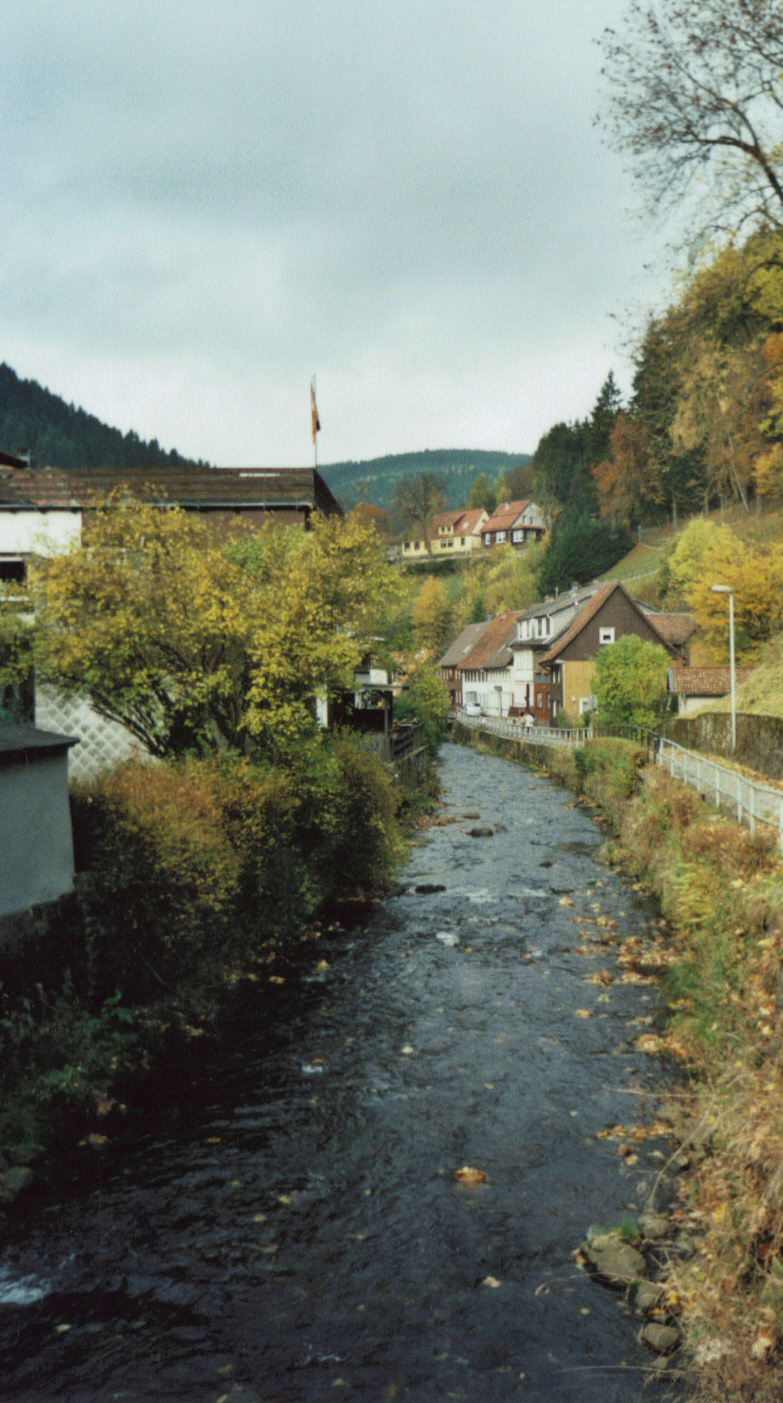
L'Innerste a la ciutat de Wildemann.
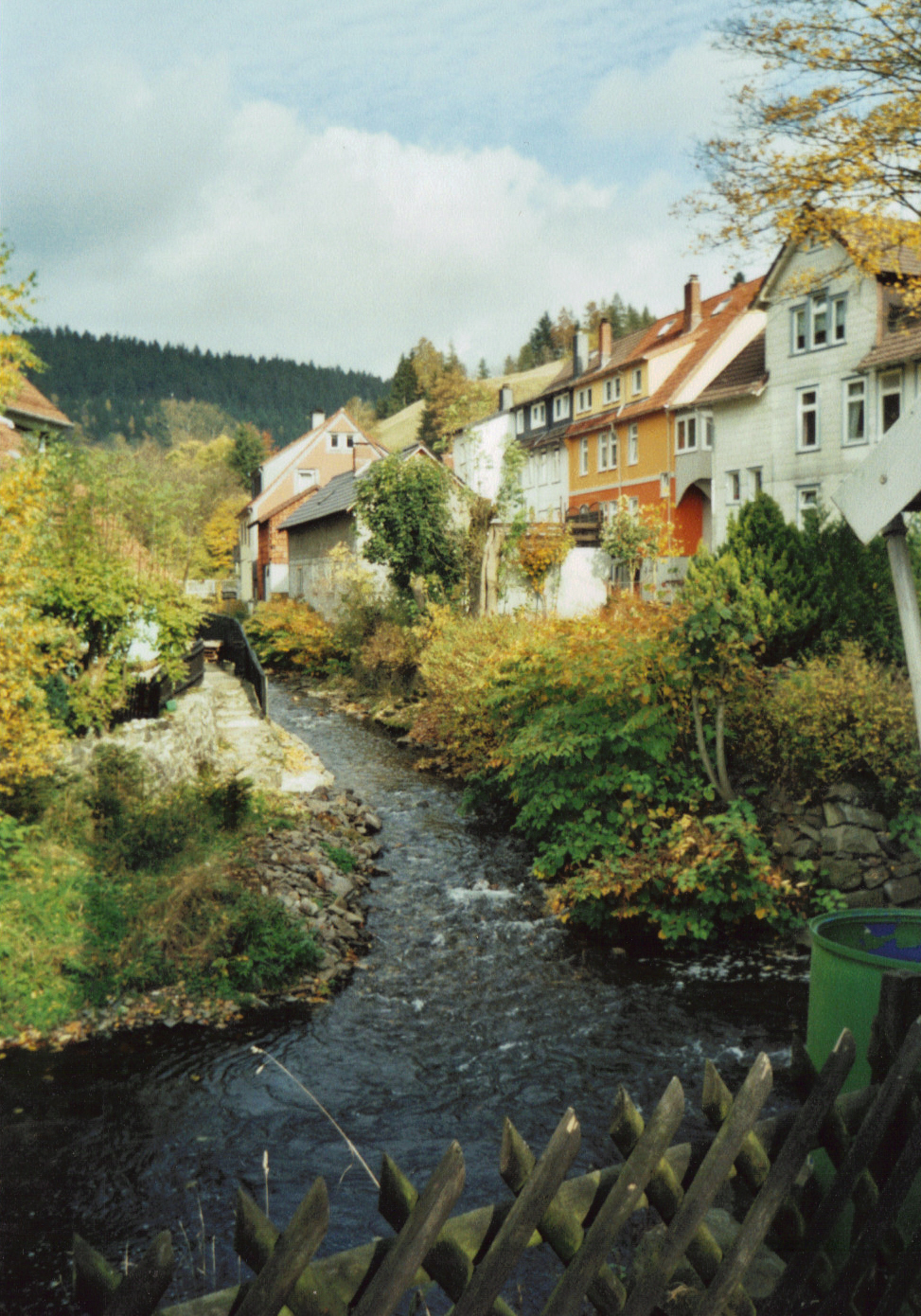
Desembocadura del rierol Spiegelbach al Innerste a Wildemann.
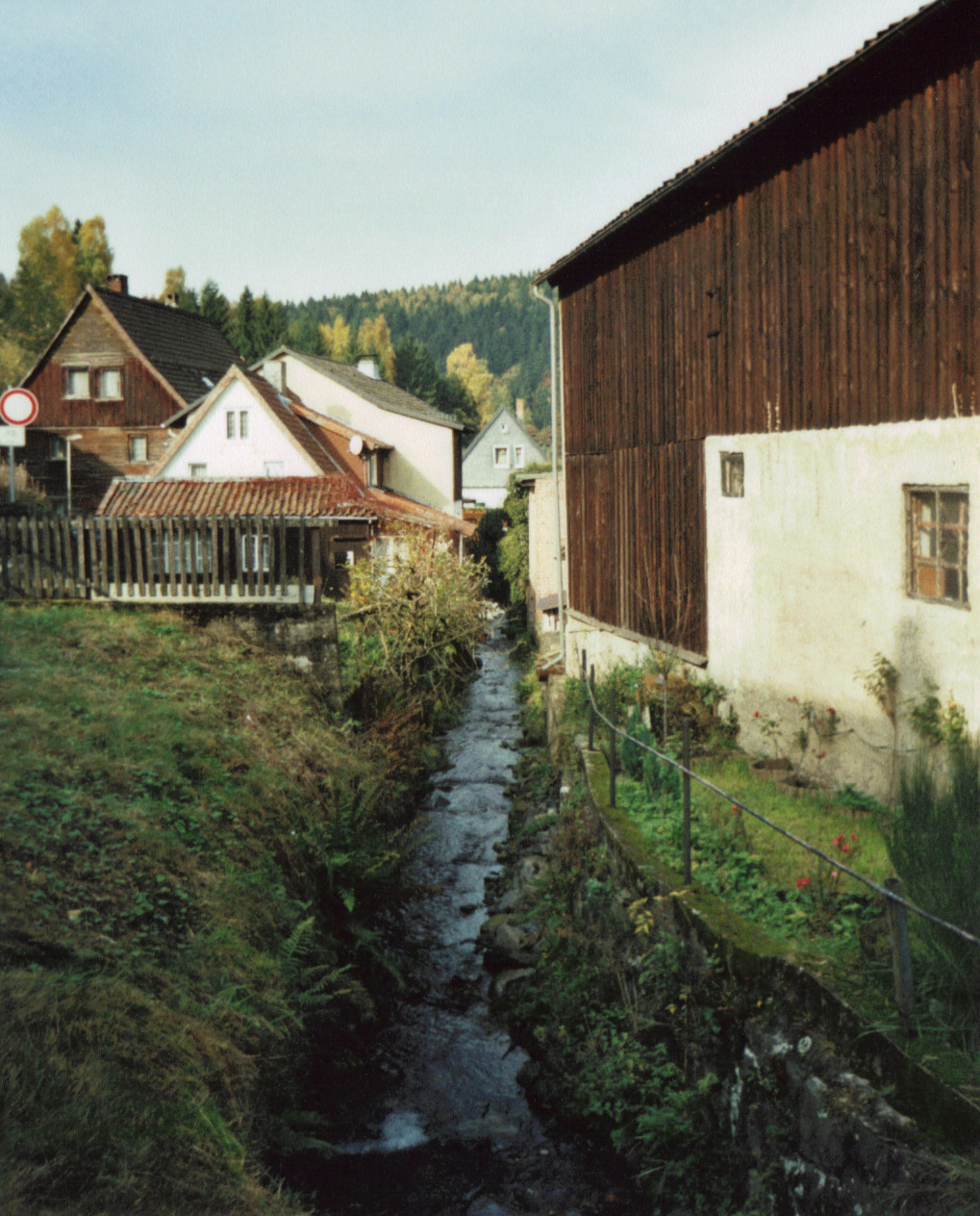
El Laute, un tributari de l'Innerste, a la ciutat de Lautenthal.
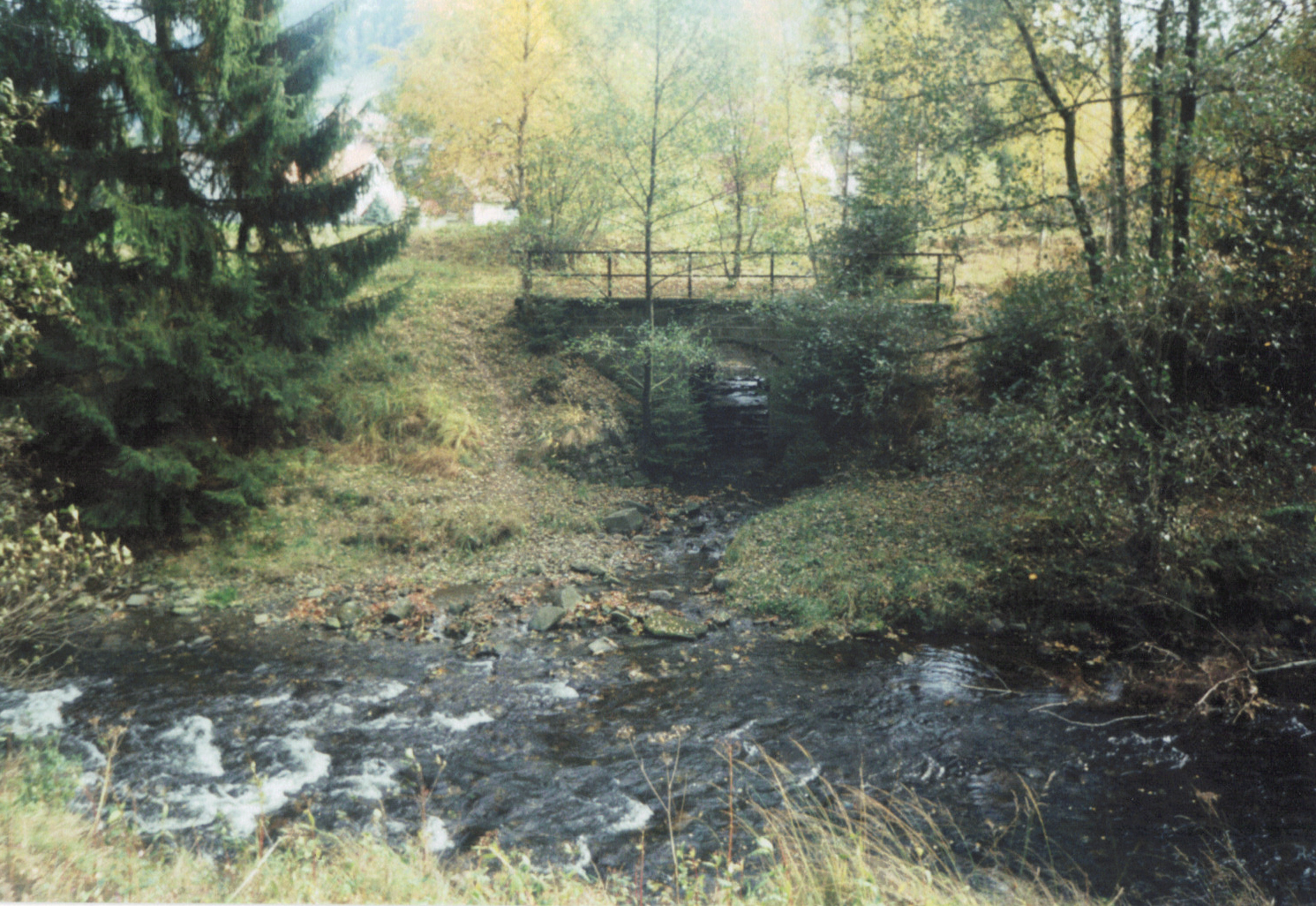
Desembocadura del Laute a l'Innerste a Lautenthal.
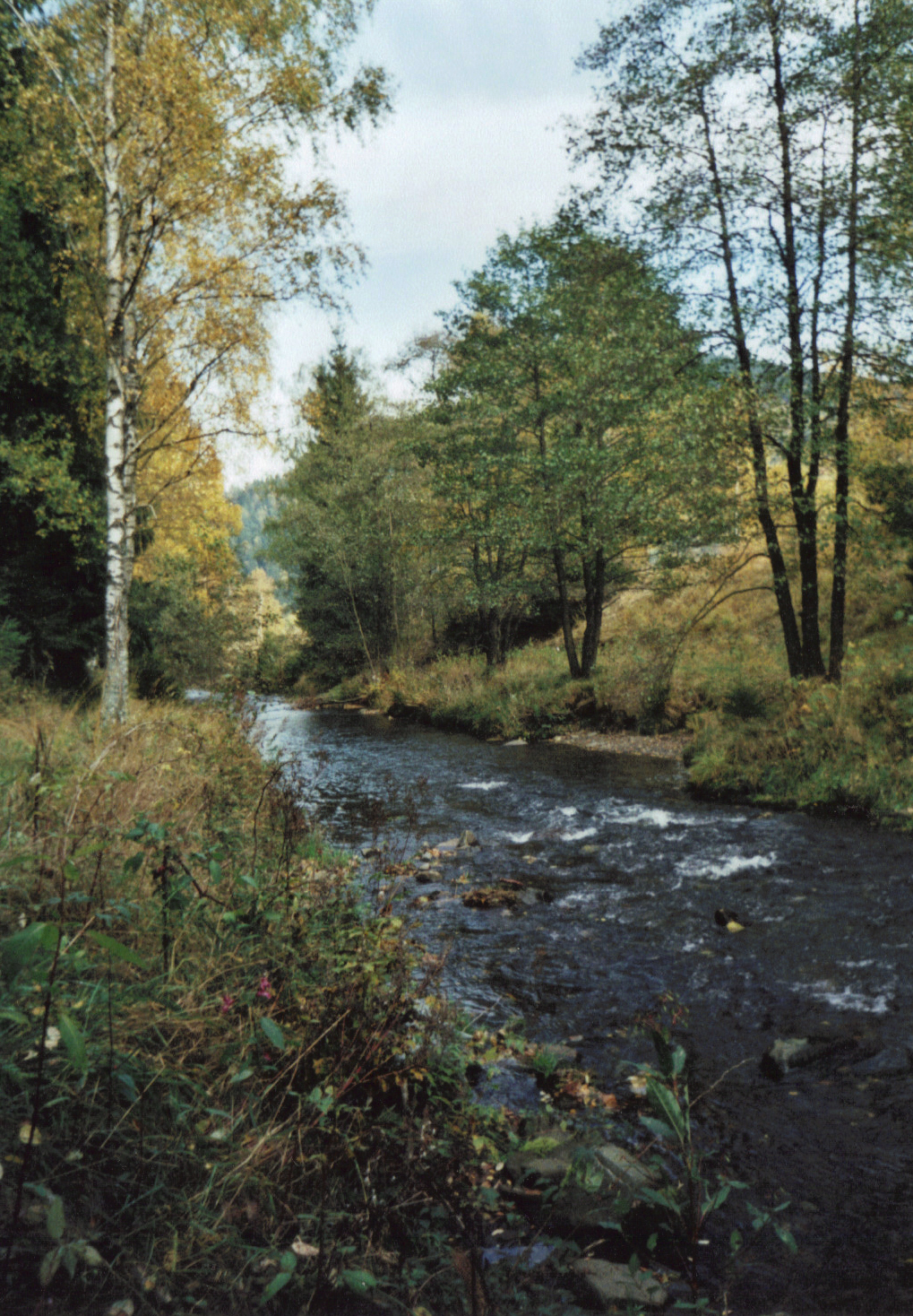
El riu a Lautenthal.
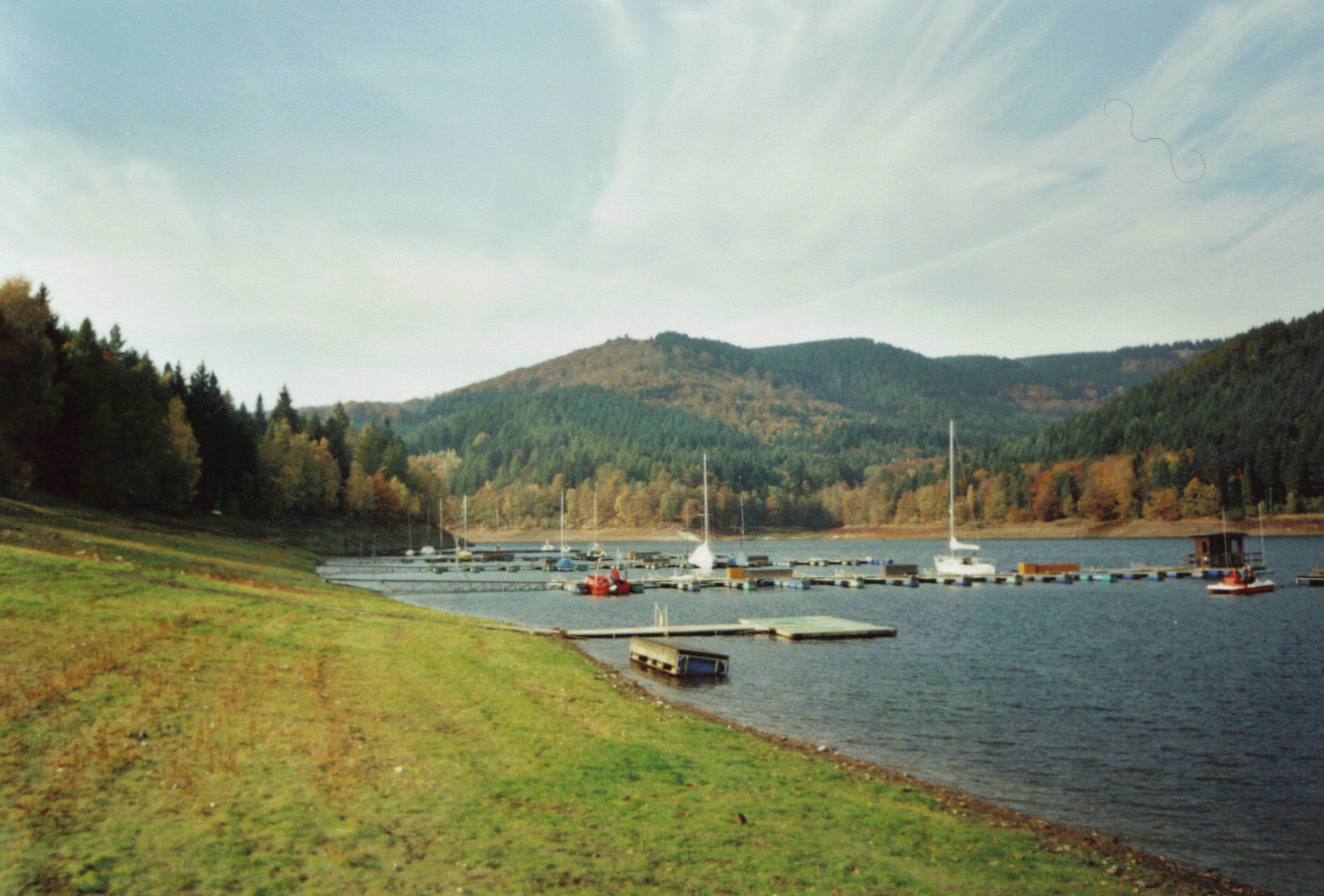
Presa de l'Innerste a la serralada de Harz.
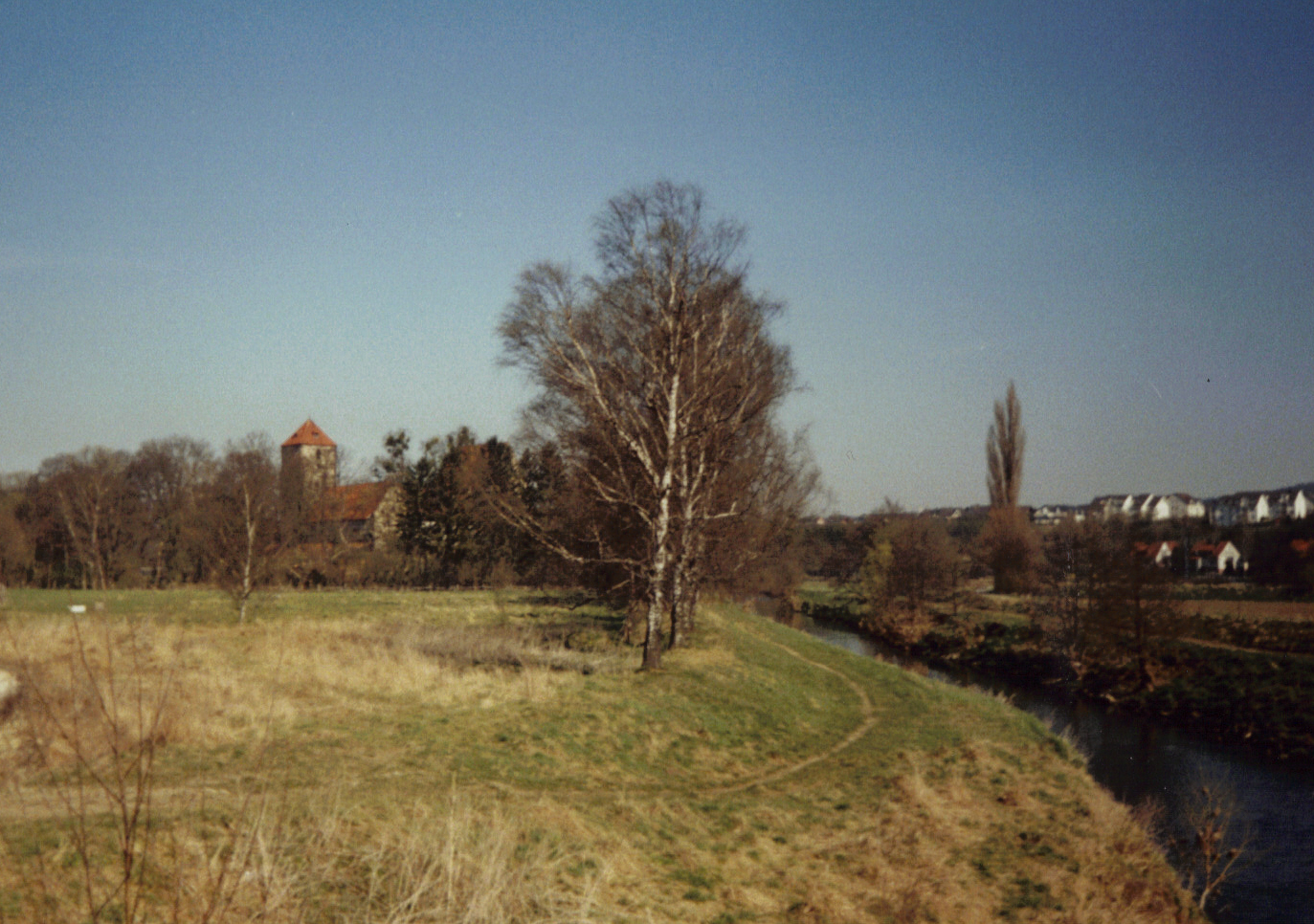
El riu davant del Castell Marienburg.
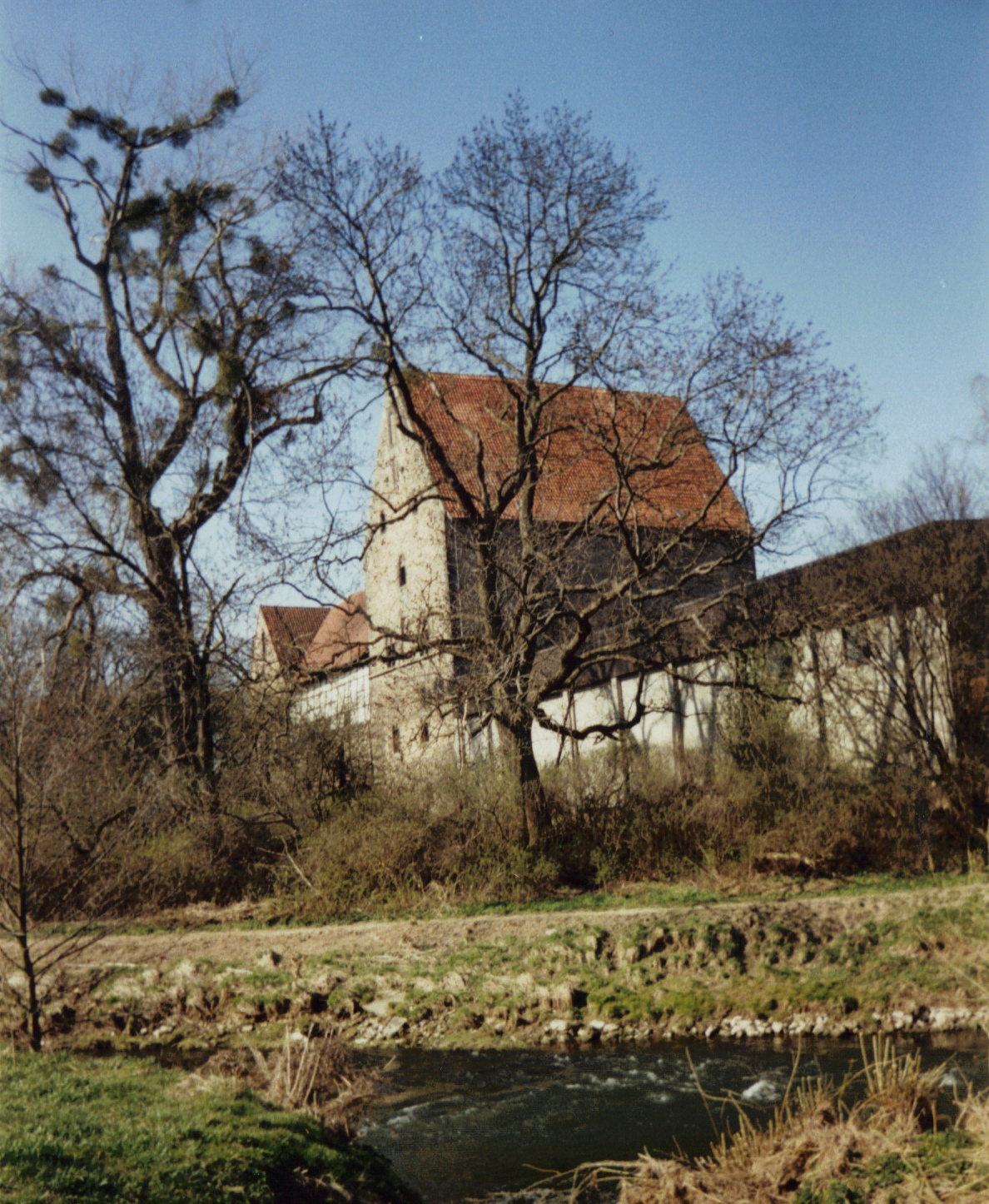
El riu davant del Castell Marienburg.
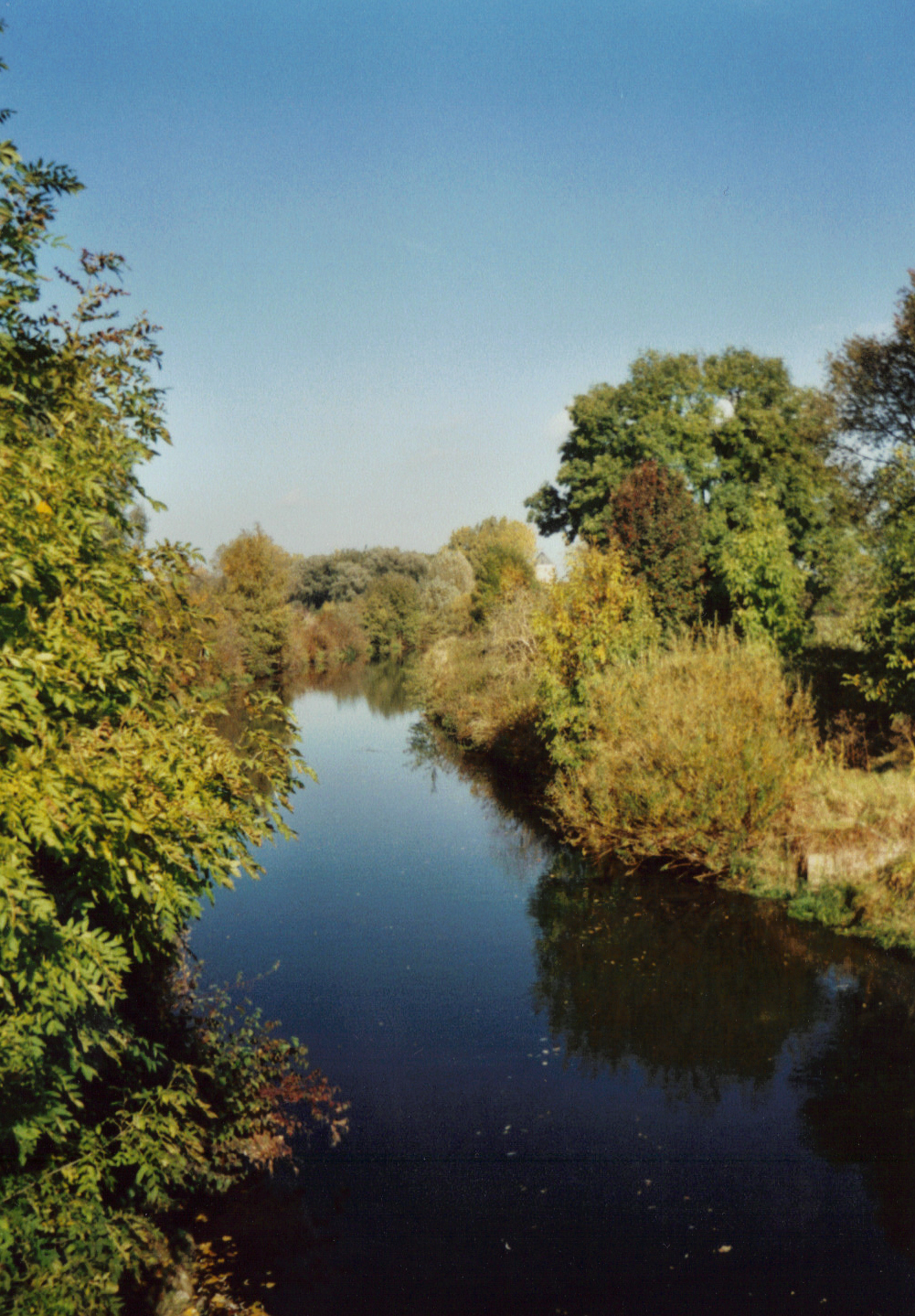
El riu prop del Castell de Steuerwald.
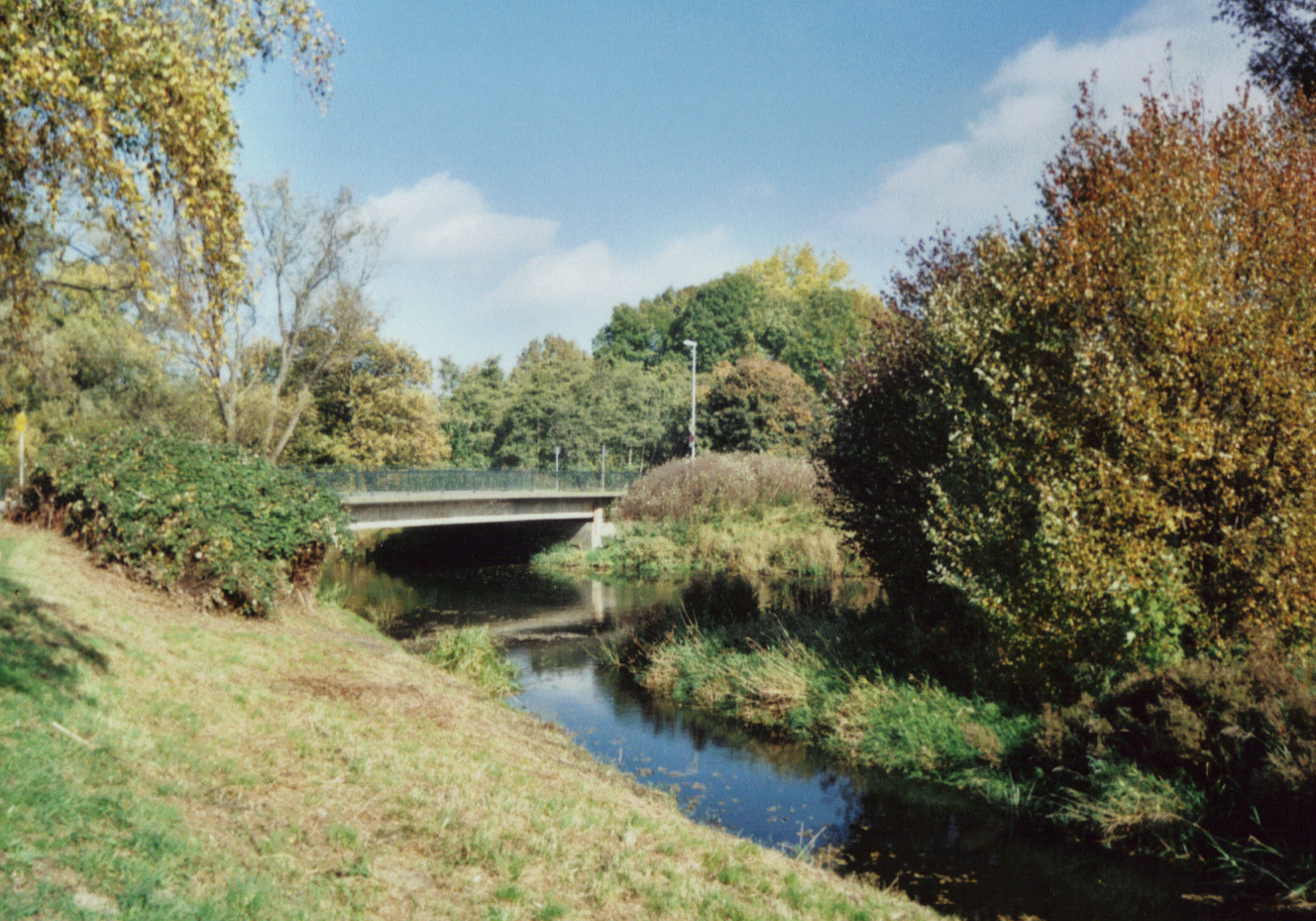
Desembocadura del riu Kupferstrang (al primer pla) a l'Innerste.